# Улица Чудновского (Санкт-Петербург)
Улица Чудно́вского — улица в Невском районе Санкт-Петербурга. Проходит от улицы Кржижановского до Товарищеского проспекта параллельно Российскому проспекту.

## История
Улица получила название 29 декабря 1980 года в память о Григории Исааковиче Чудновском — революционере, участнике штурма Зимнего дворца.

## Пересечения
- улица Кржижановского
- Товарищеский проспект

## Транспорт
Ближайшая к улице Чудновского станция метро — «Проспект Большевиков» 4-й (Правобережной) линии.

## Заведения
На улице Чудновского расположено множество объектов инфраструктуры, например:
- ТЦ Чудный (дом 10). В этом здании находятся продуктовые магазины: Дикси, Магнит; фотосалон, ветклиника, ночной клуб Sincity, нотариальная контора, лазертаг-арена "Портал 78", аптека "Здравсити ру" В августе 2024 здесь также открылось кафе "Хлебник"
- Центр социальной реабилитации (дом 4 корп. 1)
- Детский сад №15 (дом 4 корп. 2)
- Кофейня "Dzen" (дом 8 корп. 2)
- Ресторан "Сушишоп" и аптека "Фиалка" (дом 19)
- Пожарная часть №52 (дом 17)